# Arabis olympica
Arabis olympica är en korsblommig växtart som beskrevs av Charles Vancouver Piper. Arabis olympica ingår i släktet travar, och familjen korsblommiga växter. Inga underarter finns listade i Catalogue of Life.